# Райку Макото
Райку Макото (яп. 雷句誠, справжнє ім'я — Кавада Макото яп. 河田誠) — японський манґака, найбільш відомий як автор манґи «Konjiki no Gash!!», яка була екранізована у вигляді аніме-серіалу під назвою «Konjiki no Gash Bell!!».

## Біографія
Райку Макото народився 23 серпня 1974 року в префектурі Ґіфу Японії.
Він вирішив стати манґакою, коли навчався на першому курсі середньої школи. Він любив малювати, і навіть хотів стати художником. Але коли він дивився на такі речі, як абстрактні картини Пікассо, він не розумів, чому те, що складне для розуміння звичайної людини, має таку високу цінність. Тому він захотів створювати манґу яка буде зрозумілою для дітей і порадує усіх.
Коли він навчався у середній школі, його манґа «BIRD MAN» була відібрана на конкурсі Manga College і була опублікована в журналі Weekly Shonen Sunday видавництва Shogakukan. Після закінчення середньої школи він працював асистентом манґаки Фудзіти Кадзухіро. У цей час він також створив декілька ван-шотів які були опубліковані в журналі Weekly Shonen Sunday.
У 1999 році він створив манґу «Newtown Heroes», яка була опублікована в журналі Shonen Sunday Super видавництва Shogakukan.
У 2001 році Райку створив манґу «Konjiki no Gash!!», яка почала публікуватися в журналі Weekly Shonen Sunday видавництва Shogakukan, а у 2003 році манґа була екранізована студією Toei Animation у вигляді аніме-серіалу під назвою «Konjiki no Gash Bell!!». Також за мотивами «Konjiki no Gash!!» було створено багато ігор. Іноді, Райку з'являється у манзі та аніме, а також він грає роль партнера Умагона у грі «Konjiki no Gash Bell!!: Unare! Yujo no Zakeru». У 2003 році «Konjiki no Gash!!» отримав 48-му нагороду Shogakukan Manga Award у категорії шьонен.
У червні 2008 року Райку подав справу проти Shogakukan до окружного суду Токіо через втрату п'яти його кольорових робіт. Він вимагав 3 300 000 єн як компенсацію. Як сказано на початку його заяви, він вирішив це зробити, тому що не хоче, щоб видавці та їхні редактори зневажали манґак. Також, до Райку тривалий час дуже погано ставились. Крім цього, ціна компенсації, представленої Shogakukan, становила лише 500 000 єн. Райку стверджував, що вони занадто недооцінили його. 28 липня 2008 року відбулося перше публічне засідання. Shogakukan погодився, що вони несуть відповідальність за втрату, з обмовкою про вартість втрачених робіт, оскільки це було не ясно. За рекомендацією судді обидві сторони погодилися врегулювати позов. Після того, як справу було вирішено, Райку Макото оголосив, що більше не буде працювати з Shogakukan, і перейшов до видавництва Kodansha. Його першою роботою для Kodansha була «Dobutsu no Kuni», яка була опублікована в журналі Bessatsu Shonen.
Четверта серія манґи Райку, «VECTOR BALL», виходила в журналі Weekly Shonen Magazine видавництва Kodansha з квітня 2016 року. У березні 2017 року манґа раптово завершилась після того, як Райку відмовився продовжувати історію на основі пропозицій свого редактора, яких він раніше погодився дотримуватися.
У 2018 році Райку заснував власну студію манґи BIRGDIN BOARD, яка тепер володіє правами на його попередньо створену манґу. Протягом наступних років він перевидав «Konjiki no Gash!!», «Dobutsu no Kuni» та «VECTOR BALL» в електронному форматі з додатковим вмістом.
Починаючи з березня 2022 року, Райку створює продовження манґи «Konjiki no Gash!!», яке виходить в електронному форматі та публікується в японських інтернет-магазинах.

## Роботи

### Серії
- Newtown Heroes (яп. ニュータウン・ヒーローズ) — Weekly Shonen Sunday Cho, березень 1999 року — серпень 2000 року.
- Konjiki no Gash!! (яп. 金色のガッシュ!!) — Weekly Shonen Sunday, 6 випуск 2001 року — 4/5 об'єднаний випуск 2008 року.
- Dobutsu no Kuni (яп. どうぶつの国) — Bessatsu Shonen Magazine, перший випуск 2009 року — грудень 2013 року.
- VECTOR BALL (яп. ベクターボール) — Weekly Shonen Magazine, 22/23 об'єднаний випуск 2016 року — 16 випуск 2017 року.
- Konjiki no Gash!! 2 (яп. 金色のガッシュ!! 2) — інтернет-магазини електронних книжок, 14 березня 2022 року — дотепер.

### Ван-шоти
※ входить у збірник Genmai Blade (яп. 玄米ブレード) 2003 року.
- BIRD MAN — Weekly Shonen Sunday Special Issue, квітень 1993 року.※
- Naniwa Chojinden (яп. 浪速超人伝) — Weekly Shonen Sunday Cho, випуск за лютий 1995 року. Автор оригіналу — Сайто Манеюкі (яп. 斉藤宗幸).
- Yurine Great (яп. ユリネ・グレイト) — Weekly Shonen Sunday Cho, червень 1996 року.※
- Genmai Blade (яп. 玄米ブレード) — Weekly Shonen Sunday Cho (грудень 1996 року), Shonen Sunday Special Extra Edition R (лютий 1998 року). ※
- Aishu Senshi Hero Ba-Ban (яп. 哀愁戦士ヒーローババーン) — Weekly Shonen Sunday Super, березень 1997 року.※
- Aosora (яп. アオソラ) — Monthly Shonen Magazine, жовтень 2009 року.
- Dobutsu no Kuni ~Episode 0~ (яп. どうぶつの国〜エピソード0〜) — Weekly Shonen Magazine, 41 випуск 2009 року.
- Class Room (яп. クラスルーム) — Jump Square, листопад 2009 року.
- Oyaju Rider (яп. おやじゅ～ライダー) — Young King Hours, листопад 2009 року.
- Konjiki no Gash!! Gaiden: Tomo (яп. おやじゅ～ライダー) — Bessatsu Shonen Magazine, 9 березня 2011 року.